# ماسيمو موتاريلي
ماسـّيمو موتاريلـّي (Massimo Mutarelli)، (كومو، 13 يناير 1978)، لاعب كرة قدم إيطالي.
بدأ مسيرته الكروية مع نادي أتالانتا في عام 1995، ولعب معهم حتى عام 1997، وشارك معهم في 5 مباريات، وفي عام 1998 انتقل إلى نادي جنوى، ولعب معهم حتى عام 2002، وشارك معهم في 138 مباراة وسجل 8 أهداف، وفي عام 2003 انتقل إلى نادي باليرمو، ولعب معهم حتى عام 2006، وشارك معهم في 116 مباراة وسجل 5 أهداف، ومنذ عام 2006 وهو يلعب مع نادي لاتسيو.